# Pedro Manuel Arcaya
Pedro Manuel Arcaya Madriz (Coro, Venezuela; 8 de enero de 1874-Caracas, Venezuela; 12 de agosto de 1958) fue un abogado, jurista, sociólogo, historiador y político venezolano. Junto con César Zumeta, José Gil Fortoul y Laureano Vallenilla Lanz, fue uno de los defensores de la dictadura de Juan Vicente Gómez.

## Primeros años
Pedro Manuel nació en Coro, el 8 de enero de 1874, en la casa familiar conocida como «el Balcón de los Arcaya», hijo de Camilo Arcaya e Ignacia Madriz. El bachillerato lo cursó en el Colegio Federal de Primera Categoría de Coro entre 1885 y 1890; posteriormente estudió en su ciudad la carrera de derecho, y después en Caracas, lo validó el 21 de octubre de 1895 en la Universidad Central de Venezuela, con el título de Doctor en Ciencias Políticas.
Contrajo nupcias el 22 de marzo de 1913 con María Teresa Urrutia en la hacienda El Conde, evento al cual asistió Juan Vicente Gómez. El matrimonio tuvo 8 hijos: Mariano José; Isabel Cristina; Carlos Ignacio; Ana Teresa; Hercilia Teresa; María Teresa; Ignacia y Pedro Manuel.

## Vida política
Durante los años 1895 y 1909, ejerció su profesión en Coro, luego fue secretario de Gobierno del Estado Falcón, miembro de la Corte Federal y de Casación (1909-1913); procurador general de la República (1913); miembro del Ministerio de Relaciones Interiores (1914-1917); senador por el Estado Falcón en el Congreso de Venezuela; presidente por el Congreso (1918-1922); ministro plenipotenciario de Venezuela a Estados Unidos (1922-1924); embajador de Venezuela en Perú (1924); nuevamente miembro del Ministerio de Relaciones Interiores (1925-1929); y embajador de Venezuela en Washington (1930-1935).
Publicó el “Imperialismo norteamericano” (1899), en El Heraldo de Coro; “Estudios sobre personajes y hechos de la historia venezolana” (1911); “Venezuela y su actual régimen” (1935); “Memorias del doctor Pedro Manuel Arcaya” (1963); recopilación de sus trabajos dispersos en periódicos y revistas; y colaboró con artículos en la revista El Cojo Ilustrado.

## Obras
Miembro de varias instituciones científicas y culturales a nivel nacional, tales como, la Academia Nacional de la Historia (1910), Academia de Ciencias Políticas (1915), y de la Academia Venezolana de Lengua (1917). Director de la Academia Nacional de la Historia (1927-1930; y 1943-1945); a nivel internacional perteneció a Real Academia de la Historia de Madrid; la Academia de la Historia de Colombia; la Academia de la Historia de Atenas; la Academia de Bellas Artes y Ciencias Históricas de Toledo; la Academia de Ciencias y Artes de Cádiz; la American Academy of Political and Social Science; la Academia de Ciencias de Portugal; la National Geographic Society; la Academia de Americanistas de París; y el Instituto Sanmartiano de Colombia. Su biblioteca personal conformada por 147.119 volúmenes aproximadamente, se encuentra en la Biblioteca Nacional (Foro Libertador) en Caracas. El abogado, sociólogo, historiador y político falconiano, Pedro Manuel Arcaya falleció en Caracas, el 12 de agosto de 1958.

## Vida personal
Fue tío de Ignacio Luis Arcaya, canciller durante el segundo gobierno de Rómulo Betancourt, y tío abuelo de Ignacio Arcaya, ministro del Interior durante el primer gobierno de Hugo Chávez.